# Laddie Island
Laddie Island är en ö i Kanada.   Den ligger i territoriet Nunavut, i den östra delen av landet, 1 300 km norr om huvudstaden Ottawa. Arean är 15,6 kvadratkilometer.
Terrängen på Laddie Island är mycket platt. Öns högsta punkt är 15 meter över havet. Den sträcker sig 11,9 kilometer i nord-sydlig riktning, och 4,9 kilometer i öst-västlig riktning.